# ヴィトリーノ・アントゥネス
ヴィトリーノ・ガブリエル・パシェコ・アントゥネス（Vitorino Gabriel Pacheco Antunes, 1987年4月1日 - ）は、ポルトガル出身の元サッカー選手。現役時代のポジションは左サイドバック。

## 経歴

### クラブ
2004年からリーガ・デ・オンラに所属する地元のクラブであるSCフレアムンデでキャリアをスタートさせると、2006-07シーズンよりスーペル・リーガのパソス・デ・フェレイラへ移籍。チームの主力となり、FCポルト戦で同点弾となるゴールを挙げるなど活躍した。この活躍からシーズン終了後にポルト、ベンフィカ、スポルティングCPらポルトガルのクラブや、アトレティコ・マドリード、デポルティーボ・ラ・コルーニャ、AJオセール、アストン・ヴィラ、アンデルレヒトら国外クラブからも関心を受け、最終的に移籍市場終了2日前の2007年8月29日にイタリアセリエAのASローマへレンタル移籍した。
ローマでのデビューは2007年12月12日のチャンピオンズリーグ・マンチェスター・ユナイテッド戦。アントゥネスはローマでのデビュー戦でチャンピオンズリーグも初出場ながらチームの引き分けに貢献し、ローマのホームページではファンの投票によるマン・オブ・ザ・マッチに選出された。2008年1月20日にはカターニア戦で途中出場しセリエAデビュー。しかしローマにはイタリア代表のマックス・トネットやクリスティアン・パヌッチがいたため出場機会は少なく、セリエAでは5試合・64分の出場に終わった。2008年4月2日、ローマへ移籍金120万ユーロで完全移籍。
2008-09シーズンはレッチェへレンタル移籍。2010年1月、レイションイスSCへレンタル移籍しポルトガルに復帰。その後も、レンタル移籍を繰り返していた。
2012-13シーズンは古巣パソス・デ・フェレイラへ復帰。半年間の在籍だったものの、チームは最終的にスポルティングCP、SCブラガを抑えて、UEFAチャンピオンズリーグ出場圏内の3位で終えるなど上位進出に貢献した。その貢献が認められ、アーセナルへ移籍したナチョ・モンレアルの後釜として、2013年1月にマラガCFへ移籍。2月9日、レバンテUD戦でリーガ・エスパニョーラデビューを果たした。その後もUEFAチャンピオンズリーグ 2012-13では初出場ながらもチームのベスト8進出に貢献し、2011-12シーズンでの4位に引き続き、6位で終えるなど、2シーズン連続の上位進出に貢献した。
2013年6月11日、マラガへ移籍金125万ユーロで完全移籍。
2015年2月2日、FCディナモ・キーウに4年半契約で移籍。
2017年7月21日、ヘタフェCFへレンタル移籍。シーズン終了後に完全移籍となり、2年契約を結んだ。
2020年8月15日、スポルティング・クルーベ・デ・ポルトゥガルに移籍。
2021年、パソス・デ・フェレイラに2年契約で復帰。

### 代表
ポルトガル代表としては世代別代表に選出され、FIFA U-20ワールドカップのメキシコ戦ではフリーキックからゴールも決めた。
2007年6月7日の親善試合・クウェート戦でA代表デビュー。2017年11月14日のアメリカとの親善試合で代表初得点を挙げた。

## 獲得タイトル
ASローマ
- コッパ・イタリア : 2007-08

FCディナモ・キエフ
- ウクライナ・プレミアリーグ : 2014-15, 2015-16
- ウクライナ・カップ : 2014-15
- ウクライナ・スーパーカップ : 2016

スポルティング・クルーベ・デ・ポルトゥガル
- プリメイラ・リーガ : 2020-21
- タッサ・ダ・リーガ : 2020-21